# Герцог Бедфорд

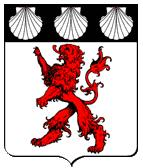
Герб герцогов Бедфордов с 1485 по наши дни

Герцог Бедфорд (англ. Duke of Bedford) — герцогский титул в пэрстве Англии. Резиденцией рода с XVI века служит Уоберн-Эбби в Бедфордшире.

## Столетняя война
Впервые (1414) титул герцога Бедфордского был дан третьему сыну английского короля Генриха IV, Джону Плантагенету (1389—1435), видному деятелю Столетней войны, регенту Франции с 1422 года. Вдова его, Жакетта Люксембургская, вышла замуж за графа Риверса и родила ему дочь Елизавету Вудвилл, супругу Эдуарда IV и бабку Генриха VIII.
Титул герцога Бедфорда перешёл сначала (1469) к Джорджу Невиллу, племяннику «делателя королей» Уорика, который, однако, позже был лишён титула. Вслед за тем Генрих VII пожаловал в герцоги Бедфорды (1485) своего дядю Джаспера Тюдора, доставившего ему победу при Босворте. После него не осталось потомства, которому мог быть передан герцогский титул.

## Дом Расселов

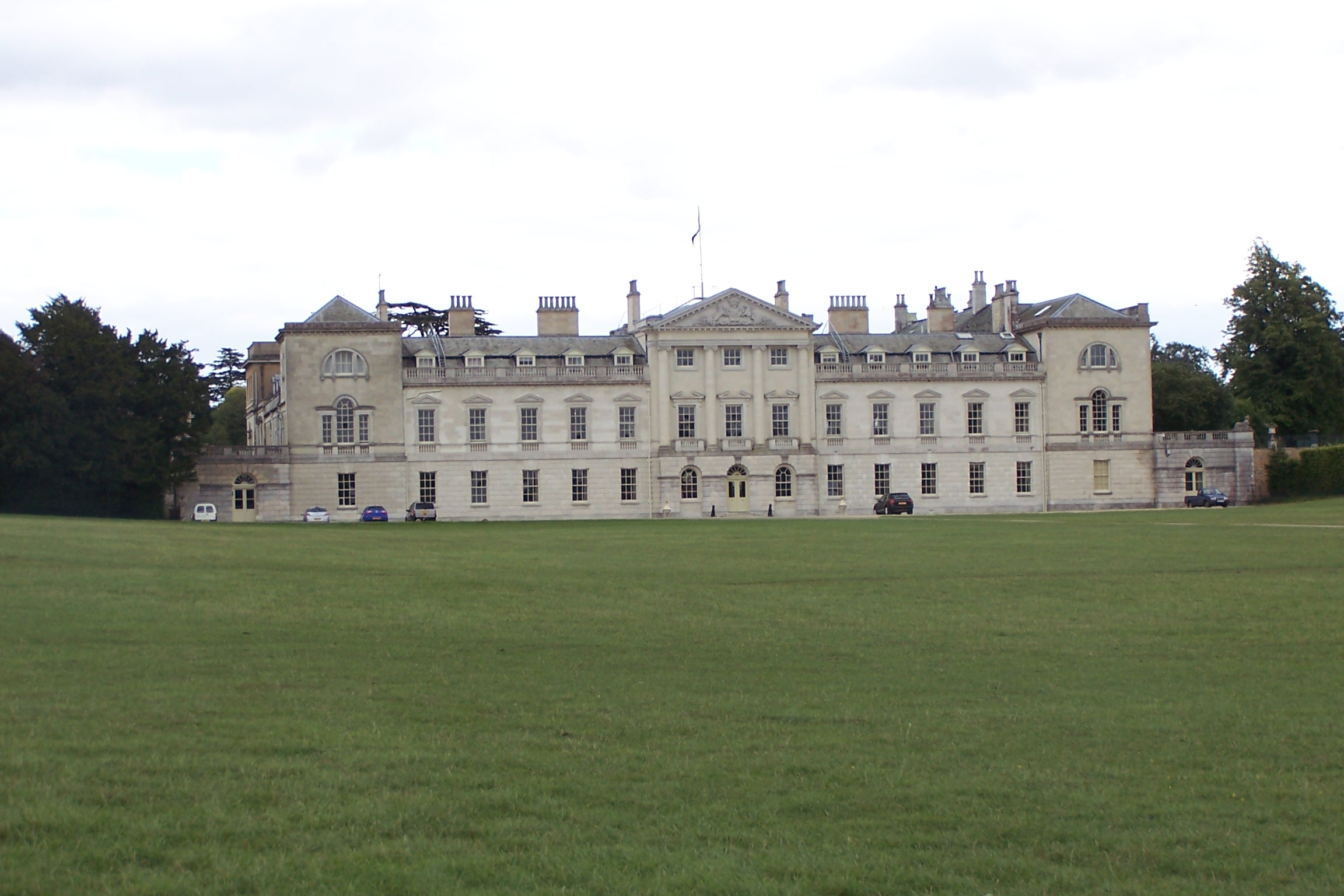
Резиденция герцогов Бедфорд — Уоберн-Эбби.

Герцогский титул был восстановлен только спустя 200 лет (1694) для дома Расселов, глава которого с 1550 года носил титул графа Бедфорда. Представители этого дома занимались застройкой лондонского квартала Блумсбери, где их имена носят многие площади, включая Бедфорд-сквер и Рассел-сквер. Из этого рода происходили, в частности, премьер-министр Джон Рассел и мыслитель Бертран Рассел.
Дом герцогов Бедфордов из семьи Расселов существует в настоящее время. Нынешний носитель титула — Эндрю Иэн Генри Рассел, 15-й герцог Бедфорд (родился в 1962), наследник — Генри Робин Чарльз Рассел, маркиз Тависток, родившийся 7 июня 2005 года.

## Герцоги Бедфорд, первая креация (1414)
Другие титулы: граф Кендел (1414) и граф Ричмонд (1414)
- Джон Ланкастер, 1-й герцог Бедфорд (1389—1435), третий сын короля Англии Генриха IV

## Герцоги Бедфорд, вторая креация (1433)
Другие титулы: граф Кендел (1414) и граф Ричмонд (1433)
- Джон Ланкастер, 1-й герцог Бедфорд (1389—1435), третий сын короля Англии Генриха IV. Скончался, не оставив потомства.

## Герцоги Бедфорд, третья креация (1470)
Другие титулы: маркиз Монтегю (1470) и барон Монтегю (1461)
- Джордж Невилл, 1-й герцог Бедфорд (1461—1483), сын Джона Невилля, маркиза Монтегю и племянник Ричарда Невилла, графа Уорика («Делателя королей»). В 1478 году был лишен титула и имений

## Герцоги Бедфорд, четвертая креация (1478)
- Джордж Плантагенет, 1-й герцог Бедфорд (1477—1479), третий сын короля Англии Эдуарда IV, умер в младенчестве

## Герцоги Бедфорд, пятая креация (1485)
Другие титулы: граф Пембрук (1452)
- Джаспер Тюдор, 1-й герцог Бедфорд (1431—1495), дядя короля Англии Генриха VII Тюдора. Получил титул через несколько месяцев после вступления на королевский трон своего племянника. Скончался бездетным.

## Графы Бедфорд (1551)
Другие титулы: барон Рассел (1539)
- 1551—1555 — Джон Рассел, 1-й граф Бедфорд (ок. 1485—1555), близкий советник королей Генриха VIII и Эдуарда VI
- 1555—1585 — Фрэнсис Рассел, 2-й граф Бедфорд (1527—1585), сын 1-го графа Бедфорда
  - Эдвард Рассел, лорд Рассел (1551—1572), старший сын 2-го графа Бедфорда
  - Джон Рассел, 3-й барон Рассел (ок. 1553—1584), второй сын 2-го графа Бедфорда
  - Фрэнсис Рассел, лорд Рассел (ок. 1554—1585), третий сын 2-го графа Бедфорда
- 1585—1627 — Эдвард Рассел, 3-й граф Бедфорд (1572—1627), сын Фрэнсиса, лорда Рассела

Другие титулы (начиная с 4-го графа): барон Рассел из Торнхау (1603)
- 1627—1641 — Фрэнсис Рассел, 4-й граф Бедфорд (1593—1641), двоюродный брат 3-го графа Бедфорда и сын лорда Уильяма Рассела из Торнхау (четвертого сына 2-го графа Бедфорда)
- 1641—1700 — Уильям Рассел, 5-й граф Бедфорд (1616—1700), старший сын 4-го графа Бедфорда. В 1694 году получил титул герцога Бедфорда
  - Фрэнсис Рассел, лорд Рассел (1638—1679), старший сын 5-го графа и 1-го герцога Бедфорда
  - Уильям Рассел, лорд Рассел (1639—1683), второй сын 5-го графа и 1-го герцога Бедфорда

## Герцоги Бедфорд, шестая креация (1694)

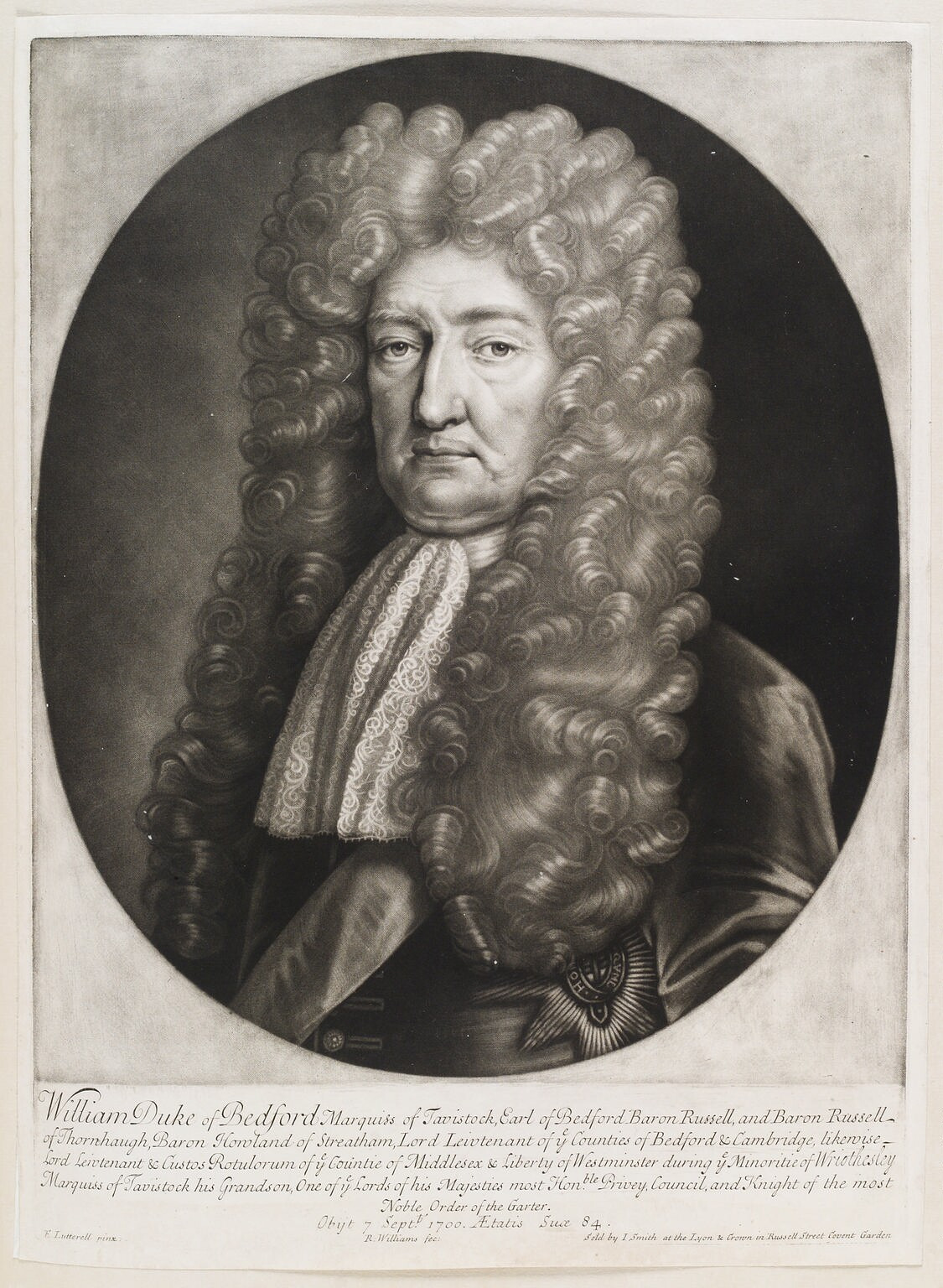
Уильям Рассел, 1-й герцог Бедфорд

Другие титулы: маркиз Тависток (1694), барон Хоулэнд (1695), граф Бедфорд (1551), барон Рассел (1538) и барон Рассел из Торнхау (1603)
- 1694—1700— Уильям Рассел, 1-й герцог Бедфорд (1616—1700), 5-й граф Бедфорд и старший сын Фрэниса Рассела, 4-го графа Бедфорда
  - Фрэнсис Рассел, лорд Рассел (1638—1679), старший сын 1-го герцога Бедфорда
  - Уильям Рассел, лорд Рассел (1639—1683), второй сын 5-го графа и 1-го герцога Бедфорда, отец 2-го герцога Бедфорда
- 1700—1711 — Ризли Рассел, 2-й герцог Бедфорд (1680—1711), единственный сын Уильяма Рассела, лорда Рассела и внук 1-го герцога Бедфорда
  - Уильям Рассел, маркиз Тависток (1703), старший сын 2-го герцога, умер в младенчестве
  - Уильям Рассел, маркиз Тависток (1704—1707), второй сын 2-го герцога Бедфорда, умер в детстве

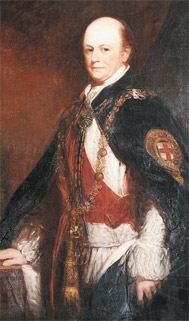
Фрэнсис Рассел, 7-й герцог Бедфорд

- 1711—1732 — Ризли Рассел, 3-й герцог Бедфорд (1708—1732), третий сын 2-го герцога Бедфорда, умер бездетным
- 1732—1771 — Джон Рассел, 4-й герцог Бедфорд (1710—1771), четвертый сын 2-го герцога Бедфорда
  - Джон Рассел, маркиз Тависток (1732—1732), старший сын 4-го герцога Бедфорда, умер в младенчестве
  - Фрэнсис Рассел, маркиз Тависток (1739—1767), второй сын 4-го герцога Бедфорда, отец 5-го и 6-го герцогов
- 1771—1802 — Фрэнсис Рассел, 5-й герцог Бедфорд (1765—1802), старший сын Фрэнсиса Рассела, маркиза Тэвистока, умер бездетным
- 1802—1839 — Джон Рассел, 6-й герцог Бедфорд (1766—1839), второй сын Фрэнсиса Рассела, маркиза Тэвистока
- 1839—1861 — Фрэнсис Рассел, 7-й герцог Бедфорд (1788—1861), старший сын 6-го герцога Бедфорда

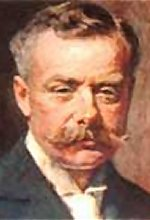
Хербранд Рассел, 11-й герцог Бедфорд

- 1861—1872 — Уильям Рассел, 8-й герцог Бедфорд (1809—1872), единственный сын 7-го герцога, холост и бездетен
- 1872—1891 — Фрэнсис Чарльз Гастингс Рассел, 9-й герцог Бедфорд (1819—1891), старший сын генерал-майора лорда Джорджа Рассела, второго сына Джона Рассела, 6-го герцога Бедфорда

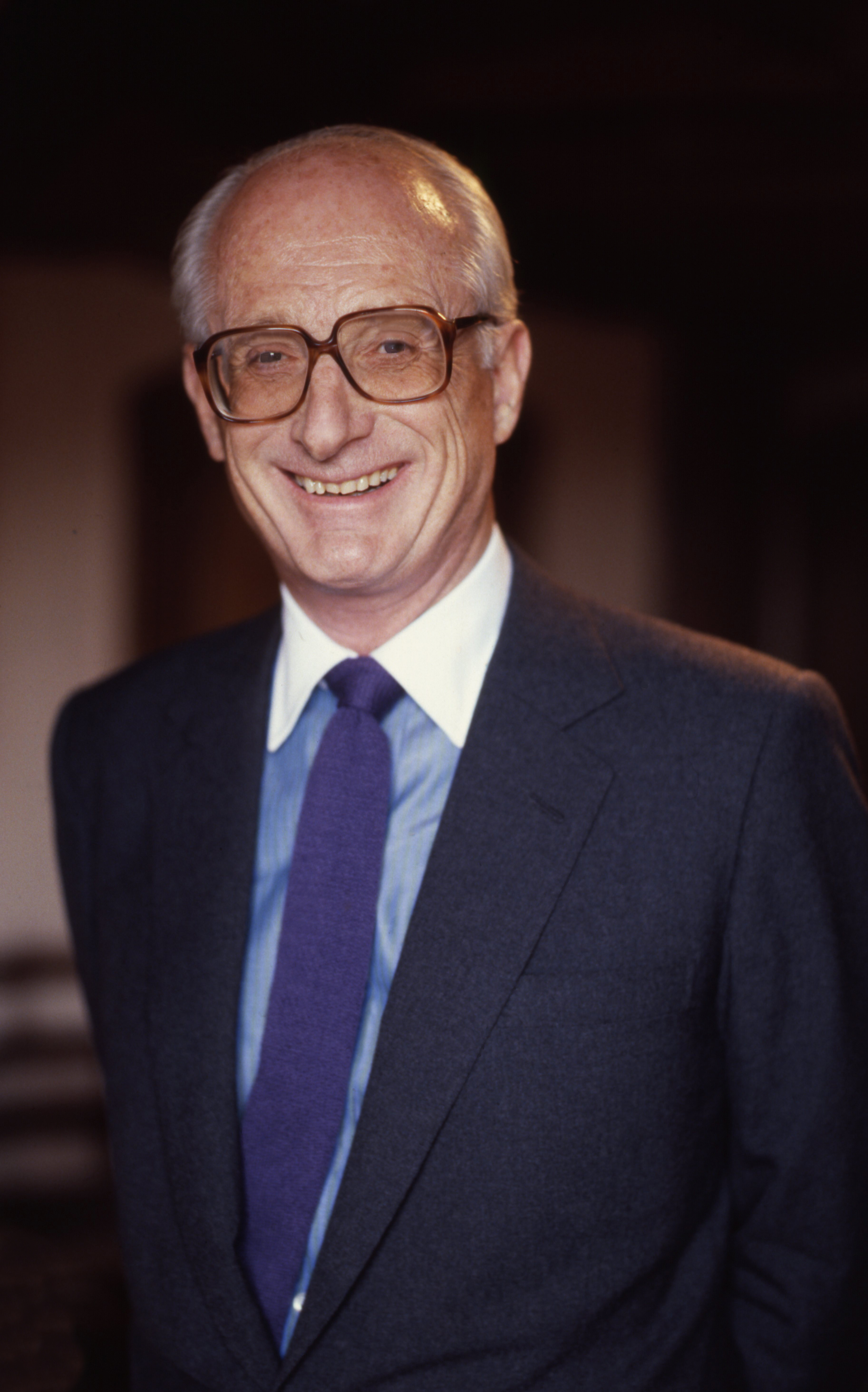
Джон Рассел, 13-й герцог Бедфорд, фото Алана Варрена

- 1891—1893 — Джордж Уильям Фрэнсис Сэквилл Рассел, 10-й герцог Бедфорд (1852—1893), старший сын 9-го герцога, умер бездетным
- 1893—1940 — Хербранд Артур Рассел, 11-й герцог Бедфорд (1858—1940), второй сын 9-го герцога Бедфорда
- 1940—1953 — Гастингс Уильям Сэквилл Рассел, 12-й герцог Бедфорд (1888—1953), единственный сын 11-го герцога Бедфорда
- 1953—2002 — Джон Иэн Роберт Рассел, 13-й герцог Бедфорд (1917—2002), старший сын 12-го герцога Бедфорда
- 2002—2003 — Генри Робин Иэн Рассел, 14-й герцог Бедфорд (1940—2003), старший сын 13-го герцога Бедфорда
- 2003 — настоящее время — Эндрю Иэн Генри Рассел, 15-й герцог Бедфорд (род. 1962), старший сын 14-го герцога Бедфорда
- Наследник: Генри Робин Чарльз Рассел, маркиз Тависток (род. 2005)